# Martin Wallace
Martin Wallace (Hampshire, 1962) è un autore di giochi britannico.

## Carriera
Martin Wallace nacque e crebbe nel Regno Unito, risiedendo soprattutto a Manchester. Fin da adolescente sviluppò una passione per i giochi, a partire dai titoli di SPI, Avalon Hill e della serie Dungeons & Dragons.
Wallace lavorò per un certo periodo al Games Workshop, per poi cominciare a pensare a dei giochi propri a partire dai primi anni novanta, con Lords of Creation. Delle aziende tedesche presero alcuni dei suoi prodotti, come Und Tschüss, Volldampf e Tempus. Wallace pubblicò anche alcuni titoli da solo grazie tramite la sua azienda Warfrog, quali Struggle of Empires, Princes of the Renaissance e Age of Steam. La Warfrog cambiò nome in Treefrog.

## Stile
Wallace è noto per la progettazione di giochi di strategia complessi con una varietà di ambientazioni storiche. Due temi che ha usato frequentemente sono la costruzione e il funzionamento delle ferrovie e l'ascesa e la caduta delle antiche civiltà. Ha sviluppato una certa reputazione per la fusione di eleganti meccaniche di gioco in stile europeo con temi forti che sono più tipici dei giochi in stile americano. Molti dei suoi titoli sono caratterizzati da sistemi economici, che incorporano regole per il reddito, la tassazione e il debito.

## Riconoscimenti
Age of Steam vinse nel 2003 l'International Gamers Award e nel 2008 venne inserito nei 20 titoli più apprezzati da BoardGameGeek.

## Ludografia parziale
- Empires of the Ancient World (2000)
- Liberté (2001)
- Volldampf (2001)
- Age of Steam (2002)
- Tyros (2002)
- Princes of the Renaissance (2003)
- Secrets of the Tombs (2003)
- Runebound (2004)
- Struggle of Empires (2004)
- Byzantium (2005)
- Railroad Tycoon (2005)
- Tempus (2006)
- Perikles (2006)
- Brass (2007)[5][6][7]
- Tinners' Trail (2008)
- After The Flood (2008)
- Steel Driver (2008)
- Automobile (2009)
- God's Playground (2009)
- Last Train to Wensleydale (2009)
- Steam: Rails to Riches (2009)
- Rise of Empires (2009)
- Waterloo (2009)
- Age of Industry (2010)[7][8][9]
- First Train to Nuremberg (2010)
- Gettysburg (2010)
- London (2010)
- Moongha Invaders (2010)
- Discworld: Ankh-Morpork (2011)
- A Few Acres of Snow (2011)
- Age of Industry#1: Japan and Minnesota (2011)[10][11][12][13]
- Aeroplanes: Aviation Ascendant (2012)
- Doctor Who: The Card Game (2012)
- Discworld: The Witches (2013)
- A Study in Emerald (2013)
- Mythotopia (2014)
- Onwards to Venus (2014)
- Brass: 2-Player Board (2015)[14]
- Ships (2015)
- A Study in Emerald Second Edition (2015)
- Hit Z Road (2016)
- Via Nebula (2016)
- Brass Birmingham (2017)[15][16][17][18]
- Brass Lancashire (2017)[17][19][20][21]
- A Handful of Stars (2017)
- AuZtralia (2018)
- Rocketmen (2019)